# گمینا چروینگسک
گمینا چروینگسک (به لهستانی:  Gmina Czerwieńsk) یک گمینا در لهستان است که در شهرستان ژیلونا گورا واقع شده‌است.
 گمینا چروینگسک ۱۹۵٫۹۳ کیلومتر مربع مساحت و ۹٬۵۰۰ نفر جمعیت دارد.

## خواهرخوانده
شهر دربکائو خواهرخواندهٔ گمینا چروینگسک هست.